# Коммунистический университет преподавателей общественных наук
Коммунисти́ческий университе́т преподава́телей общественных нау́к (КУПОН) — советское высшее учебное заведение с 4-годичным сроком обучения и аспирантурой. Коммунистические университеты готовили партийных, советских, профсоюзных работников.

## История
В 1923 году ЦК РКП(б) утвердил «Нормальный устав комвузов». В программу обучения входили циклы общественно-политических (история, философия, политическая экономия), естественнонаучных (математика, физика, химия, география, биология) дисциплин, а также изучение русского и иностранных языков.

## Описание
В КУПОН принимались партийные работники с партийным стажем не менее 3 лет.
Университет имел аспирантуру.

## Известные выпускники КУПОН
- Молодцов, Василий Сергеевич — был студентом КУПОН, стал деканом философского факультета МГУ
- Ян Хиншун — был студентом КУПОН, стал китаистом, историком философии.
- Митин, Марк Борисович — был аспирантом КУПОН.